# Crvena zvezda
Crvena zvezda, tudi FK Crvena Zvezda, ali krajše samo Zvezda je srbski nogometni klub iz Beograda in del ŠD Crvena Zvezda.
Je najuspešnejši srbski in jugoslovanski klub, saj je leta 1991 osvojil največje evropsko klubsko tekmovanje - Ligo prvakov.